# Fred Frohberg

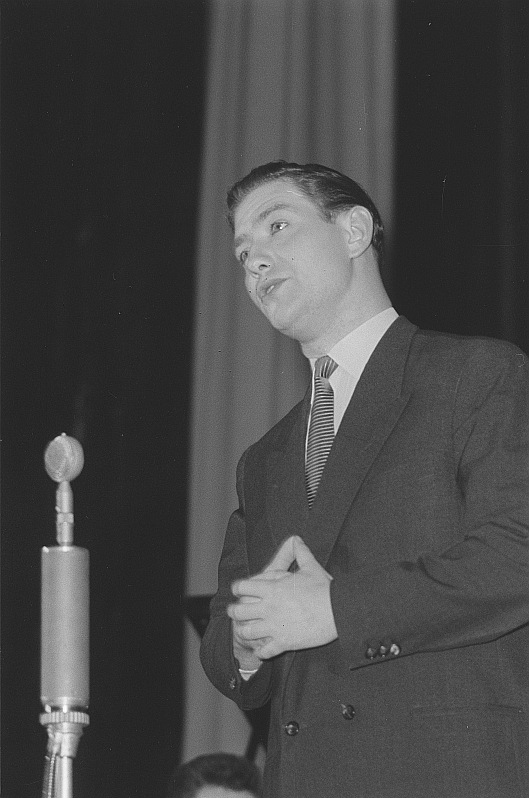
Fred Frohberg 1954

Fred Frohberg (* 27. Oktober 1925 als Manfred Frohberg in Halle (Saale); † 1. Juni 2000 in Leipzig) war ein deutscher Schlagersänger.
Frohberg war ein vielseitiger Künstler, der eine musikalische Ausbildung hatte. Aufgrund seiner Schlager war er in der DDR sehr beliebt und erreichte mit seinem Fred Frohberg Ensemble ein großes Publikum. Frohberg hatte außerdem diverse Auftritte in Sendungen des DFF wie Da lacht der Bär oder Ein Kessel Buntes und spielte mehrere kleine Rollen in Musikfilmen der DEFA.

## Laufbahn
Frohberg wurde im Jahre 1937 Sängerknabe im Stadtsingechor Halle. Als 19-jähriger Soldat im Zweiten Weltkrieg verlor er ein Bein. Er studierte von 1946 bis 1947 Gesang und Gitarre am thüringischen Landeskonservatorium in Erfurt.
Nach dem Gewinn eines Gesangswettbewerbes in seiner Heimatstadt erhielt Frohberg 1948 einen dauerhaften Vertrag beim Rundfunk-Tanzorchester Leipzig unter der Leitung von Kurt Henkels, dem er zehn Jahre lang – unterbrochen von Touren in die Bundesrepublik Deutschland und Osteuropa – treu blieb. Mit diesem Orchester nahm er 1949 seinen ersten Plattentitel Prelude d'amour (Bruno Droste) auf, der von Amiga veröffentlicht wurde.
In den Jahren 1961 bis 1963 nahm er an internationalen Schlagerfestivals teil und gewann das Internationale Schlagerfestival der Ostseeländer in Rostock 1962 mit dem Titel Am Kai wartest du. Mit der Gründung des Ensemble 67 (auch Fred-Frohberg-Ensemble genannt), unterbrach er ab 1967 für zehn Jahre seine Solokarriere, setzte diese aber in den 1980er- und 1990er-Jahren wieder fort, bevor er am 1. Juni 2000 nach schwerer Krankheit starb.
1961 erhielt er den Kunstpreis der DDR und 1984 den Nationalpreis der DDR III. Klasse für Kunst und Literatur. Zu seinem Gedenken wurde 2007 in Berlin die Fred-Frohberg-Stiftung gegründet.

## Diskografie
- 1965: LP Das ist Fred – Ein Fred-Frohberg-Porträt (Amiga)
- 1968: LP Fred-Frohberg und das Ensemble 67 (Amiga Stereo 850150)
- 1969: LP Wir sagen's musikalisch – Fred Frohberg und das Ensemble 67 (Amiga Stereo 855194)
- 1984: LP Das Porträt – Fred Frohberg (Amiga Stereo 856091)
- 1986: LP Fred Frohberg – Das musikalische Porträt (Amiga)
- 2000: CD Zwei gute Freunde. Fred Frohberg – Seine größten Erfolge[2]
- über 75 Singles und EPs[3]

## Filmografie
- 1955: Musik, Musik, Musik (DEFA-Dokumentarfilm) mit Kurt Henkels, Horst Fischer, Brigitte Rabald u. a., Sprecher: Heinz Quermann, Kamera: Erich Nitzschmann, Buch und Regie: Wernfried Hübel, 20 min. SW, Progressfilmvertrieb
- 1957: Alter Kahn und junge Liebe (DEFA-Spielfilm – Gesang)
- 1961: Eine Handvoll Noten  (DEFA-Spielfilm)
- 1962: Revue um Mitternacht (DEFA-Spielfilm)
- 1965: … nichts als Sünde (Synchronisation Gesang) (DEFA-Spielfilm)